# Domaniža
Domaniža (hongrois : Demény) est un village de Slovaquie situé dans la région de Trenčín.

## Histoire
La première mention écrite du village date de 1268.

## Démographie

### Évolution de la population
| Année:               | 1994. | 2004.   | 2014.   | 2024.   |
| -------------------- | ----- | ------- | ------- | ------- |
| Nombre de personnes: | 1533  | 1487    | 1513    | 1644    |
| Différence:          |       | -3,00 % | +1,74 % | +8,65 % |

| Année:               | 2023. | 2024.   |
| -------------------- | ----- | ------- |
| Nombre de personnes: | 1638  | 1644    |
| Différence:          |       | +0,36 % |